# Dave Wiegand
Dave Wiegand (né le 22 juillet 1974 à Lincoln dans le Nebraska) est un joueur de Scrabble anglophone qui a notamment remporté le championnat d'Amérique de Nord en 2005 et 2009.
Il a également terminé 3e du championnat du monde en 2009. Depuis le début de sa carrière en 1985, il a disputé 4 000 tournois et remporté 115 000 $ au total, ce qui en fait le cinquième joueur de l'histoire par le montant cumulé de ses gains.